# Julia Knop
Julia Knop (* 1977 in Herne) ist eine deutsche römisch-katholische Theologin und Professorin für Dogmatik.

## Leben
Sie studierte in Bonn und Münster katholische Theologie (Diplom 2001, Bonn) sowie katholische Religionslehre und Deutsch (1. Staatsexamen Sek I/II 2007, Bonn). 2006 wurde sie in Bonn mit einer Arbeit zur theologischen Anthropologie summa cum laude promoviert. Nach Assistenzzeiten in Bonn und Freiburg im Breisgau wurde sie 2011 zur Privatdozentin und 2014 zur außerplanmäßigen Professorin für Dogmatik an der Albert-Ludwigs-Universität Freiburg ernannt. Sie vertrat Lehrstühle in Wuppertal, Heidelberg und Münster. Seit dem Wintersemester 2016/17 lehrt sie Dogmatik an der Katholisch-Theologischen Fakultät der Universität Erfurt, wo sie am 1. April 2017 zur ordentlichen Professorin ernannt wurde.
Ihre Forschungsinteressen sind (Ir-)Relevanz und (In-)Plausibilität der Gottesfrage in der Gegenwart: Anfrage und Herausforderung systematischer Theologie, Theologie der Ehe, dogmatische Prinzipienlehre: Quellen und Orte theologischer Erkenntnis, Denkformen und Paradigmen in der Theologie, Konzeptanalyse und -vergleich, Christologie und Soteriologie, Theologie und Hermeneutik des II. Vatikanischen Konzils und ökumenische Theologie.
Julia Knop ist seit 2021 zugewähltes Mitglied im Zentralkomitee der deutschen Katholiken und seit 2020 Mitglied der Vollversammlung des Synodalen Wegs und dessen Synodalforums 1: Macht und Gewaltenteilung in der Kirche – Gemeinsame Teilnahme und Teilhabe am Sendungsauftrag. Im November 2024 wählte der Deutsche Ökumenische Studienausschuss (DÖSTA) Knop gemeinsam mit der orthodoxen Pädagogin Yauheniya Danilovich zum Vorstand des DÖSTA.

## Schriften (Auswahl)
- Sünde – Freiheit – Endlichkeit. Christliche Sündentheologie im theologischen Diskurs der Gegenwart (= ratio fidei. Band 31). Pustet, Regensburg 2007, ISBN 3-7917-2066-X (zugleich Dissertation, Bonn 2006).
- mit Stefanie Schardien: Kirche, Christsein, Konfessionen. Evangelisch – Katholisch. Basiswissen Ökumene. Herder, Freiburg/Basel/Wien 2011, ISBN 978-3-451-33170-1.
- Ecclesia orans. Liturgie als Herausforderung für die Dogmatik. Herder, Freiburg/Basel/Wien 2012, ISBN 3-451-32492-X (zugleich Habilitationsschrift, Freiburg im Breisgau 2011).
- Wie geht katholisch? Eine Gebrauchsanleitung. Herder, Freiburg/Basel/Wien 2013, ISBN 3-451-33250-7.
- mit Gregor Maria Hoff und Benedikt Kranemann (Hrsg.): Amt – Macht – Liturgie (= Quaestiones disputatae. Band 308). Herder, Freiburg 2020, ISBN 978-3-451-02308-8.